# Rasmus Breistein
Rasmus Breistein (16. november 1890 i Åsane – 16. oktober 1976 i Hollywood, USA) var en norsk filminstruktør.
Breistein var en bondesøn og lærte sig at spille violin i sin ungdom. Han spilled til dans ved bryllupper på Vestlandet. Da Det Norske Teateret blev etableret i 1913 startede han som skuespiller ved teateret. Han blev optaget af det nye medie film, efter at have filmene med Peter Lykke-Seest ville han lave film på en helt anden måde. Det startede med Fante-Anne. I et intervew udtalte han at filmen var jo begyndelsen på noget, til en norsk produktion af mere national karakter. Og det blev begyndelsen på den norske storhedstid i stumfilmens alder.
Rasmus Breistein regnes som stumfilmepokens betydeligste filmskaber. I perioden omtalt som det nationale gennembrud for norsk film (1920–1930), instruerede han hele fem spillefilm; Fante-Anne (1920), Felix (1921), Jomfru Trofast (1921), Brudeferden i Hardanger (1926) og Kristine Valdresdatter (1930). Med disse filmene udfordrerede han svensk films daværende magtposition og begejstrerede både kritikere og publikum.
Efter lydfilmens opfindelse, befæstede han sit ry som en folkekær folkekær instruktør med publikumssuccerne Ungen (1938) og Trysil-Knut (1942). Dokumentarfilmene Jorden rundt på to timer (1949) og Tirich Mir til topps (1952) er klassikere i norsk dokumentarfilmshistorie.

## Filmografi

### Instruktør
- 1952 – Tirich Mir til topps
- 1949 – Jorden rundt på to timer
- 1943 – Den nye lægen
- 1942 – Trysil-Knut
- 1941 – Gullfjeldet
- 1939 – Hu Dagmar
- 1938 – Ungen
- 1934 – Liv
- 1932 – Skjærgårdsflørt
- 1930 – Kristine Valdresdatter
- 1926 – Brudeferden i Hardanger
- 1921 – Felix
- 1921 – Jomfru Trofast
- 1920 – Fante-Anne

### Udvalgte meritter
- 1961 – Aamot-statuetten